# Škofija Saint Catharines
Škofija Saint Catharines je rimskokatoliška škofija s sedežem v Saint Catharinesu (Kanada).

## Geografija
Škofija zajame področje 3.158 km² s 440.000 prebivalci, od katerih je 148.850 rimokatoličanov (33,8 % vsega prebivalstva).
Škofija se nadalje deli na 46 župnij.

## Škofje
- Thomas Joseph McCarthy (9. november 1958-7. julij 1978)
- Thomas Benjamin Fulton (7. julij 1978-2. februar 1994)
- John Aloysius O'Mara (2. februar 1994-9. november 2001)
- James Matthew Wingle (9. november 2001-danes)